# جودی شماره ۱
جودی شماره ۱ (به هندی: Jodi No.1) یا زوج شماره ۱ در ایران با نام دزدها همیشه بد نیستند شناخته می‌شود، فیلمی محصول سال ۲۰۰۱ و به کارگردانی دیوید دهاوان است. در این فیلم بازیگرانی همچون سانجی دات، گوویندا، توینکله خانا، مونیکا بدی، اشیش ویدیارتی، تیکو تالسانیا، موکش ریشی، شاکتی کاپور، هیمانی شیوپوری، شیواجی ساتام، پوجا باترا، مشتاق خان ایفای نقش کرده‌اند.